# Oud-Turnhout
Oud-Turnhout (fr. Vieux-Turnhout) – miejscowość i gmina (gemeente) w Belgii, w Regionie Flamandzkim, w prowincji Antwerpia, w okręgu Turnhout. 1 stycznia 2024 roku liczyła 14 828 mieszkańców.

## Podział administracyjny
W skład gminy nie wchodzi żadna dzielnica (deelgemeente).

## Demografia
Liczba mieszkańców, stan na 1 stycznia:
| Rok                | 1900 | 1930 | 1970 | 2020   | 2024   |
| ------------------ | ---- | ---- | ---- | ------ | ------ |
| Liczba mieszkańców | 3077 | 4482 | 8207 | 13 997 | 14 828 |